# Кастел Сан Пјетро (Асколи Пичено)
Кастел Сан Пјетро (итал. Castel San Pietro) насеље је у Италији у округу Асколи Пичено, региону Марке.
Према процени из 2011. у насељу је живело 83 становника. Насеље се налази на надморској висини од 744 м.